# يوكي هياما
يوكي هياما (باليابانية: 檜山 勇樹) (11 نوفمبر 1980 في كيوتو في اليابان – )؛ هو لاعب كرة قدم سابق كان يلعب كمهاجم.

## وصلات خارجية
- يوكي هياما على موقع رابطة كرة القدم اليابانية للمحترفين (اليابانية)